# L'incredibile vita di Norman
L'incredibile vita di Norman (Norman: The Moderate Rise and Tragic Fall of a New York Fixer, precedentemente noto con il titolo Oppenheimer Strategies) è un film del 2016 scritto e diretto da Joseph Cedar.

## Trama
Norman Oppenheimer è un umile faccendiere di religione ebraica nella cosmopolita New York che conosce e solidarizza con Micha Eshel, un giovane politico vice ministro del commercio di Israele, che accompagna il ministro in occasione di una conferenza sui temi energetici tenuta a New York. Nel tentativo di accattivarsene l'amicizia e così condurlo ad una cena presso un petroliere di dubbia fama, Norman gli regala un paio di costosissime scarpe. Ma Eshel non si presenta alla cena e resta in albergo. A notte fonda, forse colto da uno scrupolo, telefona a Norman dal suo cellulare privato chiedendogli scusa per il rifiuto.
Dopo alcuni anni, Eshel diventa Primo Ministro di Israele, un leader di fama mondiale in quanto dichiara che il suo obbiettivo è la ricerca di un compromesso con gli stati arabi vicini e quindi la pace tra Israele e la controparte palestinese. Eshel incontra nuovamente Norman a Washington in occasione di un incontro con un centinaio di esponenti della comunità ebraica e qui, riconoscendolo immediatamente, lo dichiara suo amico di fronte a tutti facendosi fotografare assieme a Philip Cohen, nipote di Norman.
Norman diventa quindi una sorta di ago della bilancia rispetto ai bisogni della comunità ebraica di New York, millantando una familiarità con Micha Eshel, che in realtà non sussiste, tant'è che la segretaria personale di Eshel ha l'ordine di non rispondere alle sue telefonate.
Ma sono proprio tutte queste richieste di favori (ammissione ad Harward per il figlio di Eshel, 7 miliini di dollari per una sinagoga che rischia lo sfratto, un rabbino per il matrimonio del nipote...) e la sua rete di piccole bugie, unitamente alla capacità di mettersi sulle spalle promesse difficilmente mantenibili, a trascinare Norman nel punto più basso della “ruota panoramica”.
Incautamente, Norman rivela ad un'addetta dell'ambasciata di Israele il fatto delle scarpe, e questa, che si rivela un'avversaria di Eshel, attiva una campagna diffamatoria contro l'idealista Primo Ministro per portarlo all'Impeachment ed interrompere il percorso verso la pace, promettendo a Norman l'impunità se testimonierà contro Eshel. In un drammatico confronto telefonico, Eshel chiama Norman direttamente dal suo numero privato. Confortato da quello che gli appare un gesto di amicizia, lui promette che non lo tradirà. Il film si conclude con Norman che su una panchina comincia a mangiare un pacchetto di nocciole, alle quali è allergico, mentre si susseguono scene di eventi che accadono solo perché Norman ha scelto di morire.

## Produzione
Le riprese del film iniziarono ufficialmente a febbraio 2015 e sono terminate ad agosto dello stesso anno.

## Distribuzione
Il film è stato presentato a settembre 2016 al Telluride Film Festival e al Toronto International Film Festival ed è stato distribuito nelle sale cinematografiche statunitensi il 14 aprile 2017, mentre in quelle italiane è stato distribuito a partire dal 28 settembre 2017 in 172 sale da parte della Lucky Red.

## Riconoscimenti
- 2017 - National Board of Review Awards[2]
  - Migliori dieci film indipendenti